# Edgar Erdfelder
Edgar Erdfelder (* 18. Dezember 1953 in Göttingen) ist ein deutscher Psychologe. Er ist Lehrstuhlinhaber für Kognitive Psychologie und Differentielle Psychologie an der Universität Mannheim.

## Leben
Edgar Erdfelder studierte Psychologie, Germanistik und Geschichte an der Universität Göttingen und schloss dies mit dem Diplom in Psychologie 1980 ab. Anschließend promovierte er an der Universität Trier und erlangte mit seiner Dissertation Die Entwicklung psychometrischer Intelligenz über die Lebensspanne: Aspekte eines allgemeinpsychologischen Zugangs den Doktortitel. Von 1984 bis 2001 war er auf verschiedenen Positionen am Psychologischen Institut der Rheinischen Friedrich-Wilhelms-Universität in Bonn, wo er im Jahr 2000 auch habilitierte.
An der Universität Gießen war er von 2001 bis 2002 Professor für Psychologische Methodenlehre. Seit April 2002 ist er Professor und Inhaber des Lehrstuhls für Kognitive Psychologie und Differentielle Psychologie an der Universität Mannheim.
An der Universität Mannheim war Erdfelder von 2004 bis 2011 Studiendekan der Fakultät für Sozialwissenschaften und war von 2018 bis 2021 Prorektor für Forschung und wissenschaftliche Nachwuchs. Er war von 2016 bis 2019 Sprecher der Graduate School of Economic and Social Sciences (GESS) der Universität Mannheim sowie akademischer Direktor des Center of Doctoral Studies in Social and Behavioral Sciences (CDSS). Zudem war er von 2017 bis 2018 Sprecher der DFG Research Training Group „Statistical Modeling in Psychology“ (SMiP).

## Forschung
Seine Forschungsschwerpunkte sind Gedächtnisforschung (insbesondere Episodisches Gedächtnis, Gedächtnis- und Urteilstäuschungen, Quellengedächtnis), kognitives Altern und methodologische Grundlagen der experimentellen Psychologie.
Zusammen mit Axel Buchner, Franz Faul und Albert-Georg Lang hat er seit 1992 das Computerprogramm G*Power zur Berechnung von Power-Analysen für viele verschiedene statistische Test entwickelt. Die Software wird seitdem in vielen psychologischen Arbeiten genutzt, was durch die kostenfreie Nutzungsmöglichkeiten ermöglicht wurde.

### Herausgebertätigkeiten
- Mitherausgeber von Frontiers of Psychology, Section Quantitative Psychology and Measurement (seit 2018)
- Geschäftsführender Herausgeber der Zeitschrift für Psychologie / Journal of Psychology (seit 2017) und davor (2007–2017) Mitherausgeber
- Geschäftsführender Herausgeber der Zeitschrift Experimental Psychology (2007–2010)

Darüber hinaus hat Erdfelder in weiteren, zahlreichen Herausgebergremien psychologischer Zeitschriften mitgearbeitet.

## Akademische Funktionen
- Mitglied im Fachkollegium Psychologie der Deutschen Forschungsgemeinschaft (DFG) (2008–2016) und (2012–2016) als Sprecher[4][5]
- Gründungsmitglied der DGPs-Kommission „Studium und Lehre“ (seit 2013)
- Mitglied im Kuratorium des Zentrums für psychologische Information und Dokumentation (ZPID) (2006–2013)
- Mitglied im Vorstand der Föderation Deutscher Psychologenvereinigungen (2004–2006)
- Schriftführer im Vorstand der Deutschen Gesellschaft für Psychologie (DGP) (2004–2006)[6]

## Auszeichnungen und Ehrungen
- Wilhelm-Wundt-Medaille der Deutschen Gesellschaft für Psychologie (2024)
- Mitglied der Academia Europaea (2022)[7]
- Ehrenmitglied der Deutschen Gesellschaft für Psychologie (2020)[8]
- Martin-Irle-Preis (2020)[9]
- Mitglied der Wilhelm-Wundt-Gesellschaft (seit 2017)[10]
- Fellow der Association for Psychological Science (seit 2016)[11]
- Lehrpreis der Universität Mannheim (2016)[12]
- Memory & Cognition Best Paper Award 2015
- Ernennung zum Fellow der Psychonomic Society (2014)
- Heinz-Heckhausen-Jungwissenschaftlerpreis (1988) für seine Dissertation[13]

## Veröffentlichungen (Auswahl)
- Edgar Erdfelder: Fallstricke statistischer Signifikanz : Wissenschaftliche Fachzeitschriften und die Replikationskrise. In: Forschung & Lehre. Band 23, 2018, ISSN 0945-5604, S. 114–115 (uni-mannheim.de [abgerufen am 27. Oktober 2019]).
- Daniel W. Heck, Edgar Erdfelder: Linking process and measurement models of recognition-based decisions. In: Psychological Review. Band 124, 2017, ISSN 0033-295X, S. 442–471, doi:10.1037/rev0000063.
- Monika Undorf, Edgar Erdfelder: The relatedness effect on judgments of learning: A closer look at the contribution of processing fluency. In: Memory & Cognition. Band 43, Nr. 4, 2015, ISSN 1532-5946, S. 647–658, doi:10.3758/s13421-014-0479-x (englisch).
- Edgar Erdfelder, Tina-Sarah Auer, Benjamin E. Hilbig, André Aßfalg, Morten Moshagen: Multinomial Processing Tree Models. In: Zeitschrift für Psychologie / Journal of Psychology. Band 217, Nr. 3, 2009, ISSN 0044-3409, S. 108–124, doi:10.1027/0044-3409.217.3.108.
- Franz Faul, Edgar Erdfelder, Albert-Georg Lang, Axel Buchner: G*Power 3: A flexible statistical power analysis program for the social, behavioral, and biomedical sciences. In: Behavior Research Methods. Band 39, Nr. 2, 2007, ISSN 1554-3528, S. 175–191, doi:10.3758/BF03193146 (englisch).
- Edgar Erdfelder, Martin Brandt, Arndt Bröder: Recollection Biases in Hindsight Judgments. In: Social Cognition. Band 25, Nr. 1, 2007, ISSN 0278-016X, S. 114–131, doi:10.1521/soco.2007.25.1.114.
- Edgar Erdfelder, Joachim Funke (Hrsg.): Allgemeine Psychologie und deduktivistische Methodologie: mit 22 Tabellen. Vandenhoeck und Ruprecht, Göttingen 2004, ISBN 3-525-46210-7.
- Edgar Erdfelder, Franz Faul, Axel Buchner: GPOWER: A general power analysis program. In: Behavior Research Methods, Instruments, & Computers. Band 28, Nr. 1, 1996, ISSN 1532-5970, S. 1–11, doi:10.3758/BF03203630.
- Edgar Erdfelder, Rainer Mausfeld, Thorsten Meiser, Georg Rudinger (Hrsg.): Handbuch Quantitative Methoden. Beltz, Weinheim 1996, ISBN 3-621-27280-1 (uni-mannheim.de [abgerufen am 27. Oktober 2019]).
- Erdfelder, Edgar: Die Entwicklung psychometrischer Intelligenz über die Lebensspanne : Aspekte eines allgemeinpsychologischen Zugangs. P. Lang, Frankfurt am Main 1987, ISBN 3-8204-0996-3.